# Borgu
Borgu ist eine Region in West-Nigeria und im Norden der Republik Benin. In der Anglo-Französischen Konvention von 1898 wurde es zwischen Großbritannien und Frankreich geteilt. Die Einwohner von Borgu sind die Bariba und die Borgawa. Im Westen ist es in etwa deckungsgleich mit den Départements Borgou und Alibori in Benin, im Osten wird es durch den Fluss Niger begrenzt.

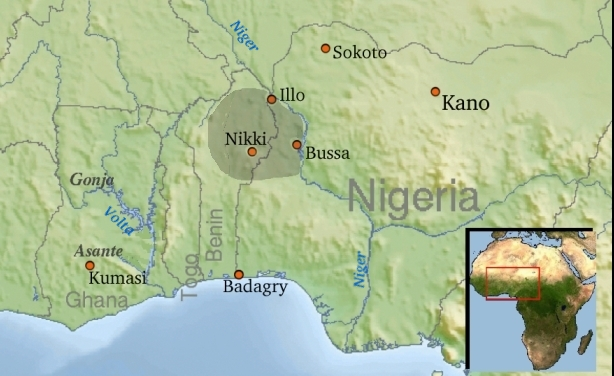
Borguland

## Geschichte: Kisra-Legende
Nach der in ganz Borgu erzählten Kisra-Legende wurden die Kleinkönigtümer des Landes durch Kisra gegründet, einem Helden, der in unbekannter Zeit aus Birnin Kisra („Stadt des Kisra“) in Arabien einwanderte. Man glaubt, dass die Königtümer von Illo, Bussa und Nikki durch seine Brüder gegründet wurden. Andere Nachkommen der Einwanderer sollen die herrschende Aristokratie der Wasangari gebildet haben.

## Heutige Situation
Trotz der Teilung durch die Kolonialgrenze bestehen weiterhin enge Beziehungen zwischen den verschiedenen Kleinkönigtümern Borgus in Benin und Nigeria. Die drei wichtigsten Königtümer sind Bussa, Illo and Nikki. Bussa gilt traditionell als das kulturelle Zentrum Borgus, Nikki als das politische Zentrum und Illo als das Handelszentrum.